# 第1普通科連隊
第1普通科連隊（だいいちふつうかれんたい、JGSDF 1st Infantry Regiment）は、陸上自衛隊練馬駐屯地（東京都練馬区）に駐屯する第1師団隷下の普通科連隊である。

## 概要
連隊本部、本部管理中隊、5個普通科中隊および重迫撃砲中隊から編成される。連隊長は、1等陸佐（二）をもって充てられる。
東京都に所在する唯一の普通科連隊として練馬駐屯地に駐屯し、主に東京23区の災害派遣・防衛警備を担任している。台風26号に伴う伊豆大島災害派遣、豪雪による災害派遣などの民生支援も行っているほか、国賓の歓迎行事や第45・49-51代内閣総理大臣吉田茂の国葬での行進儀仗、第124代天皇裕仁の大喪の礼や第125代天皇明仁（現・上皇）および第126代天皇徳仁の即位の礼などの国家的行事や、PKO活動やイラクでの人道復興支援活動などの海外任務への派遣実績もある。
旧陸軍の歩兵第1連隊との連続性を自任しており、『頭号連隊』を自称している。歩兵第1連隊の追悼碑である「明治二十七・八年の役　陣歿者追悼の碑」と「忠勇八士の碑」は戦後、神奈川県川崎市（現・高津区）溝の口にある歩兵第1連隊留守担当部隊跡に放置されていたが、1965年（昭和40年）にこれを見かねた歩兵第1連隊を母体とする「歩1会」が第1普通科連隊に要請し、練馬駐屯地へ両石碑を移設することになった。第1普通科連隊は両石碑について、「旧陸軍第1師団歩兵第1連隊から受け継いだ石碑です。明治二十七・八年の日清戦争で殉職した126名、歩兵第1連隊による富士演習の日射病で殉職した8名をそれぞれ追悼しています」「歩兵1連隊の殉国勇士の安住の地練馬にて、先人に恥じないように日々練磨していきたいと思います」としている。

## 沿革
第1連隊
- 1951年（昭和26年）
  - 5月1日：警察予備隊久里浜部隊を母体に第1管区隊第1連隊として久里浜駐屯地において編成（連隊本部、直轄中隊および第1、第2大隊は久里浜駐屯地、第3大隊は豊川駐屯地に配置）。
  - 9月25日：連隊本部、直轄中隊および第1大隊が久里浜駐屯地から練馬駐屯地へ移駐。
- 1952年（昭和27年）1月19日：部隊改編により、第2大隊が第6連隊第3大隊に、新町駐屯地の第2連隊第3大隊が第2大隊として編入。
- 1953年（昭和28年）10月18日：第3大隊が豊川駐屯地から福島駐屯地に移駐。

第1普通科連隊
- 1954年（昭和29年）
  - 7月1日：陸上自衛隊発足により、第1普通科連隊に称号変更。
  - 8月29日：第3大隊（福島駐屯地）が千歳駐屯地（現・北千歳駐屯地）に移駐し、第18普通科連隊に編入。
  - 10月5日：新たに第3大隊を編成。
- 1956年（昭和31年）
  - 1月24日：第2大隊（新町駐屯地）が第13普通科連隊に編入。第3、第9中隊を基幹として第2大隊が練馬駐屯地に編成。
  - 2月7日：第2大隊が練馬駐屯地から習志野駐屯地に移駐。
- 1960年（昭和35年）1月20日：第2大隊が習志野駐屯地から市ヶ谷駐屯地に移駐。
- 1962年（昭和37年）1月18日：第1管区隊の第1師団への改編に伴い、連隊再編。

1. 本部管理中隊、4個普通科中隊および重迫撃砲中隊編成となる。
2. 第2大隊（市ヶ谷駐屯地）を母体として第32普通科連隊が編成。

- 1964年（昭和39年）9月15日：東京オリンピック支援（10月26日まで、連隊長が式典支援群長を兼補）。
- 1992年（平成04年）3月27日：第1師団の近代化改編により、自動車化連隊へ改編。
- 2002年（平成14年）3月27日：第1師団の政経中枢師団への改編。

1. 重迫撃砲中隊を廃止し、第5普通科中隊を新編。
2. 後方支援体制変換に伴い、整備部門を第1後方支援連隊第2整備大隊第1普通科直接支援中隊へ移管。

- 2011年（平成23年）4月22日：重迫撃砲中隊を再編成（要員は同時期に廃止された第6地対艦ミサイル連隊から配置転換し充足）、軽装甲機動車が配備。

## 部隊編成
- 第1普通科連隊本部
- 本部管理中隊「1普-本」
  - 中隊本部
  - 連隊本部班：82式指揮通信車
  - 情報小隊：軽装甲機動車、偵察用オートバイ
  - 施設作業小隊：小型ドーザ、資材運搬車
  - 通信小隊
  - 補給小隊：3 1/2tトラック
  - 衛生小隊：1トン半救急車
  - 狙撃班
- 第1普通科中隊「1普-1」：高機動車、81mm迫撃砲 L16、01式軽対戦車誘導弾
- 第2普通科中隊「1普-2」：高機動車、81mm迫撃砲 L16、01式軽対戦車誘導弾
- 第3普通科中隊「1普-3」：高機動車、81mm迫撃砲 L16、01式軽対戦車誘導弾
- 第4普通科中隊「1普-4」：高機動車、81mm迫撃砲 L16、01式軽対戦車誘導弾
- 第5普通科中隊「1普-5」：高機動車、81mm迫撃砲 L16、01式軽対戦車誘導弾
- 重迫撃砲中隊「1普-重」：120mm迫撃砲 RT

## 整備支援部隊
- 第1後方支援連隊第2整備大隊第1普通科直接支援中隊「1後支-2整-1」（練馬駐屯地）：2002年（平成14年）3月27日から

## 主要幹部
| 官職名          | 階級    | 氏名     | 補職発令日     | 前職                 |
| --------------- | ------- | -------- | -------------- | -------------------- |
| 第1普通科連隊長 | 1等陸佐 | 篠部大介 | 2024年08月01日 | 第4師団司令部第3部長 |

| 代 | 氏名                     | 在職期間                                                   | 前職                                                                      | 後職                                                     |
| -- | ------------------------ | ---------------------------------------------------------- | ------------------------------------------------------------------------- | -------------------------------------------------------- |
| 01 | 土田精 （1等警察正）     | 1951年05月01日 - 1952年08月22日                            | 久里浜駐とん地部隊長                                                      | 第一幕僚監部保営課長 兼 越中島駐とん地部隊長             |
| 02 | 池田恵三郎 （1等警察正） | 1952年08月23日 - 1954年06月30日                            | 第一幕僚監部警務課長                                                      | 陸上幕僚監部警務課長                                     |
| 03 | 梅澤治雄                 | 1954年07月01日 - 1956年11月18日                            | 第一幕僚監部第3部附                                                       | 陸上自衛隊富士学校普通科部長                             |
| 04 | 平野斗作                 | 1956年11月19日 - 1958年07月31日                            | 陸上幕僚監部第5部研究班長                                                 | 陸上幕僚監部第1部副部長                                  |
| 05 | 徳永八郎                 | 1958年08月01日 - 1961年07月31日                            | 陸上自衛隊通信学校教育部長                                                | 陸上自衛隊通信学校長 兼 久里浜駐とん地司令               |
| 06 | 牛山才太郎               | 1961年08月01日 - 1963年07月31日 ※1963年07月01日 陸将補昇任 | 市ヶ谷業務隊長                                                            | 第5師団副師団長 兼 帯広駐とん地司令                      |
| 07 | 鎌沢致良                 | 1963年08月01日 - 1965年03月15日                            | 東部方面総監部第3部長                                                     | 陸上幕僚監部厚生課長                                     |
| 08 | 森山高士                 | 1965年03月16日 - 1967年03月15日                            | 陸上自衛隊調査学校研究課長                                                | 第12師団司令部幕僚長                                     |
| 09 | 柏實                     | 1967年03月16日 - 1968年07月15日                            | 第3師団司令部第3部長                                                      | 陸上幕僚監部付 →1969年7月16日 陸上自衛隊幹部学校学校教官 |
| 10 | 柏葉祐幸                 | 1968年07月16日 - 1970年07月15日                            | 陸上自衛隊幹部学校勤務                                                    | 北部方面総監部第3部長                                    |
| 11 | 登張史郎                 | 1970年07月16日 - 1972年07月16日                            | 陸上幕僚監部第3部研究班長                                                 | 第2師団司令部幕僚長                                      |
| 12 | 川邉晴夫                 | 1972年07月17日 - 1975年03月16日                            | 東部方面総監部第3部勤務                                                   | 東部方面総監部総務課勤務                                 |
| 13 | 千田亮                   | 1975年03月17日 - 1977年03月15日                            | 自衛隊熊本地方連絡部長                                                    | 陸上自衛隊富士学校 総合研究開発部長                      |
| 14 | 岡村敦弘                 | 1977年03月16日 - 1978年07月31日                            | 在インド大使館1等書記官 兼 防衛駐在官 →1976年11月26日 陸上幕僚監部第2部付 | 陸上自衛隊富士学校総務部長                               |
| 15 | 志摩篤                   | 1978年08月01日 - 1981年01月09日                            | 陸上幕僚監部調査部調査第2課 調査第2班長                                   | 陸上幕僚監部防衛部運用課長                               |
| 16 | 平島俊夫                 | 1981年01月10日 - 1983年03月15日                            | 陸上自衛隊幹部学校学校教官                                                | 陸上幕僚監部教育訓練部訓練課 評価班長                    |
| 17 | 塚原鐵男                 | 1983年03月16日 - 1985年03月15日                            | 中部方面総監部防衛部防衛課長                                              | 陸上幕僚監部人事部人事計画課 服務班長                    |
| 18 | 安藤正武                 | 1985年03月16日 - 1987年07月31日                            | 第5師団司令部第3部長                                                      | 自衛隊滋賀地方連絡部長                                   |
| 19 | 小林正勝                 | 1987年08月01日 - 1990年03月15日                            | 陸上幕僚監部教育訓練部教育課 教育班長                                     | 西部方面総監部人事部長                                   |
| 20 | 内村隆興                 | 1990年03月16日 - 1992年03月15日                            | 北部方面総監部調査部調査課長                                              | 陸上自衛隊幹部学校勤務                                   |
| 21 | 古賀英松                 | 1992年03月16日 - 1994年03月22日                            | 陸上幕僚監部調査部調査第1課 業務班長                                      | 自衛隊栃木地方連絡部長                                   |
| 22 | 高久正人                 | 1994年03月23日 - 1997年03月31日                            | 中部方面総監部人事部人事課長                                              | 自衛隊香川地方連絡部長                                   |
| 23 | 石井裕二                 | 1997年04月01日 - 1999年07月31日                            | 北部方面総監部調査部調査課長                                              | 中部方面総監部調査部長                                   |
| 24 | 福澤賢                   | 1999年08月01日 - 2002年07月31日                            | 陸上幕僚監部監理部総務課 企画班長                                         | 中部方面総監部総務部長                                   |
| 25 | 澤野一雄                 | 2002年08月01日 - 2004年11月30日                            | 第11師団司令部第3部長                                                     | 東部方面総監部総務部長                                   |
| 26 | 三原光明                 | 2004年12月01日 - 2007年12月05日                            | 東北方面総監部防衛部訓練課長                                              | 第5旅団司令部幕僚長                                      |
| 27 | 工藤天彦                 | 2007年12月06日 - 2008年07月31日                            | 陸上自衛隊幹部学校教官                                                    | 陸上自衛隊研究本部主任研究開発官                         |
| 28 | 松戸厚                   | 2008年08月01日 - 2010年11月30日                            | 陸上自衛隊幹部学校教育部教務課長                                          | 第11旅団司令部幕僚長                                     |
| 29 | 石井一将                 | 2010年12月01日 - 2012年12月03日                            | 西部方面総監部人事部人事課長                                              | 陸上自衛隊富士学校普通科部 教育課長                      |
| 30 | 菅股弘信                 | 2012年12月04日 - 2014年07月31日                            | 陸上自衛隊幹部学校教育部教務課長                                          | 陸上幕僚監部人事部人事計画課 給与室長                    |
| 31 | 土屋晴稔                 | 2014年08月01日 - 2017年03月26日                            | 陸上自衛隊研究本部主任研究開発官                                          | 東北方面総監部総務部長                                   |
| 32 | 町中芳則                 | 2017年03月27日 - 2019年07月31日                            | 東北方面総監部防衛部訓練課長                                              | 北部方面指揮所訓練支援隊長                               |
| 33 | 小倉好文                 | 2019年08月01日 - 2022年07月31日                            | 陸上幕僚監部防衛部防衛協力課 防衛協力班長                                 | 第3師団司令部幕僚長                                      |
| 34 | 佐藤健次郎               | 2022年08月01日 - 2024年07月31日                            | 第9師団司令部第3部長                                                      | 陸上自衛隊富士学校普通科部教育課長                       |
| 35 | 篠部大介                 | 2024年08月01日 -                                           | 第4師団司令部第3部長                                                      |                                                          |

## 主要装備
- 82式指揮通信車
- 軽装甲機動車
- 高機動車
- 1/2tトラック / 73式小型トラック
- 1 1/2tトラック / 73式中型トラック
- 3 1/2tトラック / 73式大型トラック
- 89式5.56mm小銃
- 5.56mm機関銃MINIMI
- 84mm無反動砲
- 81mm迫撃砲 L16
- 120mm迫撃砲 RT

## 警備隊区
- 第1普通科中隊：千代田区、中央区、港区、品川区、大田区[4]
- 第2普通科中隊：文京区、豊島区、北区、板橋区、練馬区[5]
- 第3普通科中隊：墨田区、江東区、葛飾区、江戸川区[6]
- 第4普通科中隊：新宿区、中野区、杉並区[7]
- 第5普通科中隊：台東区、荒川区、足立区[8]
- 重迫撃砲中隊：目黒区、世田谷区、渋谷区[9]

## 廃止（改編）部隊
- 2002年（平成14年）3月27日廃止
  - 第1普通科連隊本部管理中隊管理整備小隊「1普-本」（練馬駐屯地）：整備部門を第1後方支援連隊第2整備大隊第1普通科直接支援中隊へ移管。
  - 第1普通科連隊重迫撃砲中隊「1普-重迫」（練馬駐屯地）：第5普通科中隊に改編。2011年（平成23年）4月22日：重迫撃砲中隊を再編成。

## その他
- 主に訓練は富士地区演習場で実施する。小銃射撃訓練、迫撃砲射撃訓練などを実施する。
- 2006年（平成18年）8月29日から9月2日まで、平成18年度予備自衛官中央訓練を担任した。